# Ламбік

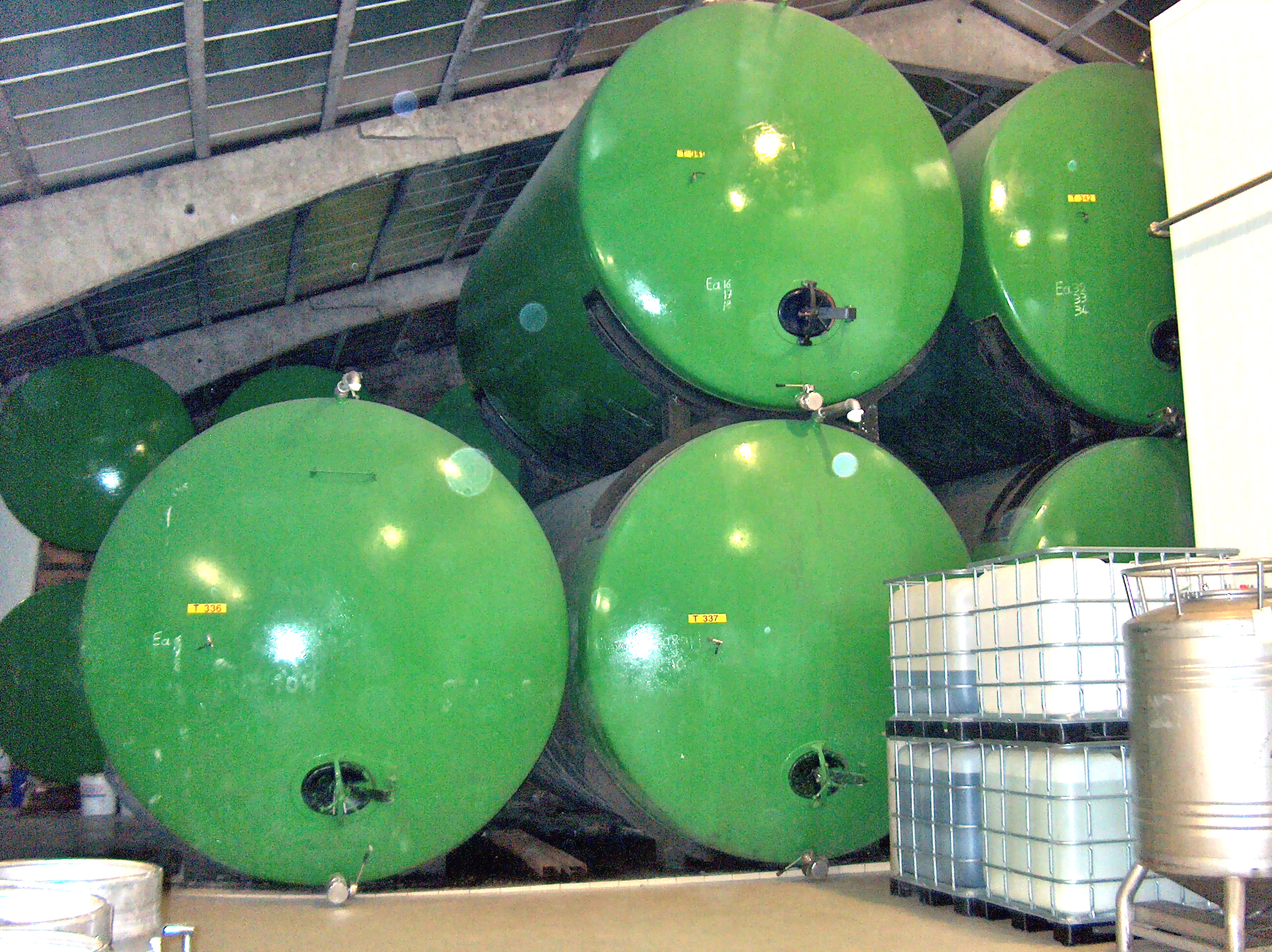
Бочки з ламбіком

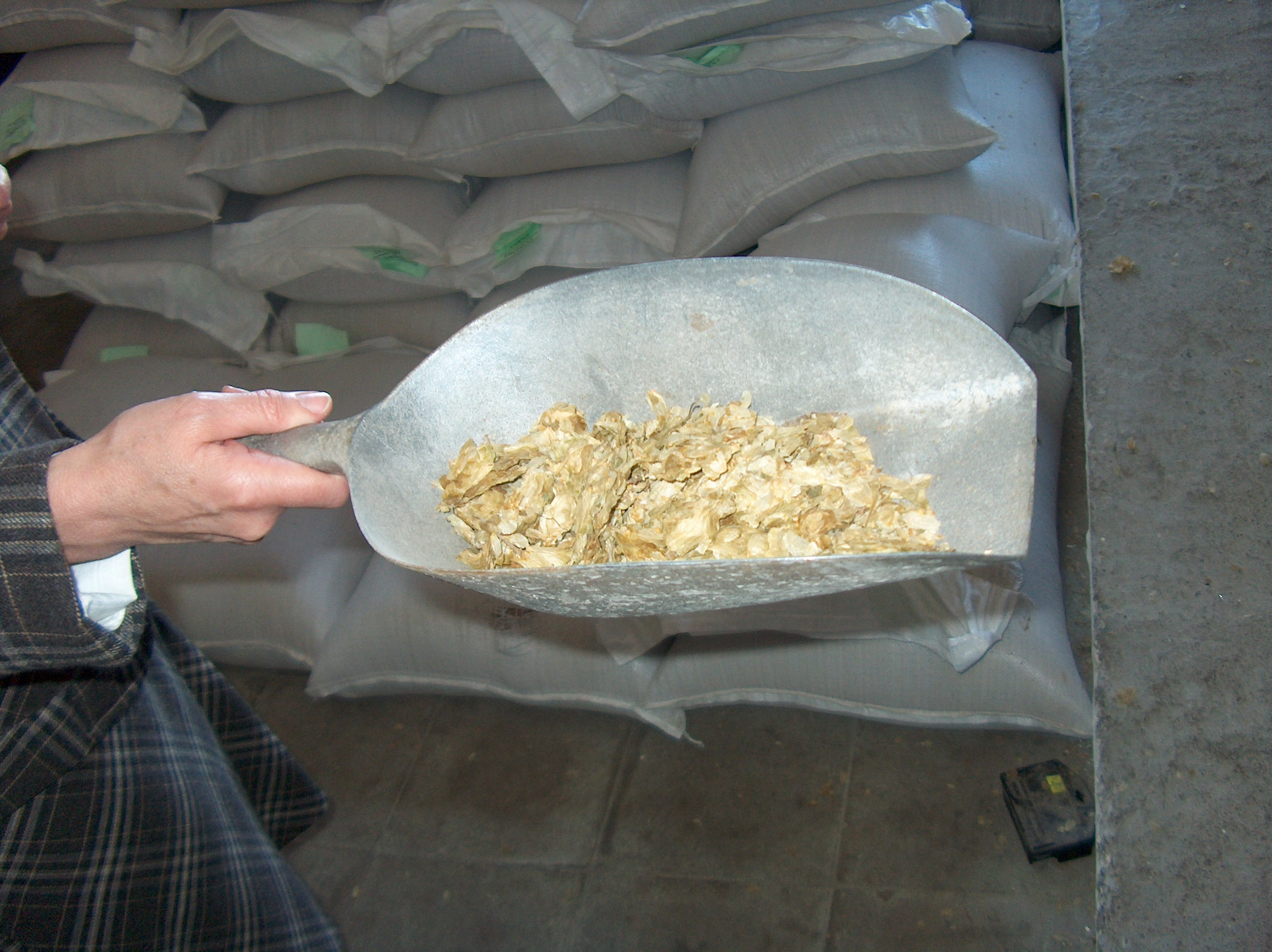
Витриманий кілька років висушений хміль

Ламбік (нід. Lambiek або Lambic) — вид бельгійського пива. Готується методом мимовільного бродіння в бочках, які використовувалися раніше для витримки вин. Для приготування ламбіка використовується ячмінний солод і непророщені зерна пшениці. Хміль, що використовується для виробництва ламбіка, повинен вилежатися не менше трьох років для зменшення аромату і гіркоти, небажаних для ламбіка. Після варива сусло перекачується у винні бочки. Бродіння відбувається за рахунок мікроорганізмів, що знаходяться на стінках бочок і в повітрі, в основному диких дріжджів. Основне бродіння триває тиждень. Потім пиво витримується протягом декількох років.
Як правило, ламбік, що продається, є сумішшю різних його сортів. Зазвичай молодші сорти змішуються з більш витриманими для отримання бажаного смаку. Пиво Mort Subite Gueuze Lambic часто продається в пляшках 0,33 л з корком із коркового дерева (які можна здати). Виробляються також малинове і вишневе (Kriek) пиво. Міцність пива 4–4,5 %. За словами деяких бельгійців, пиво якийсь час стоїть у відкритих бочках і над ними плетуть павутину особливі павуки. Павуки час від часу падають в бочки і надають йому неповторного смаку. За їх словами, цей секрет і не дозволяє виготовити це пиво далеко від Бельгії.

## Етимологія
Вперше цей напій згадується в 1794 році під назвою «аламбік». Початкову літеру «а» рано опустили, тож у рекламі 1811 року його називали lambicq, хоча до 1829 року іноді згадували як alambic. Назва може походити від alembic, типу, який досі використовується для виробництва місцевих спиртних напоїв, таких як коньяк і дженвер (але не використовується у виробництві ламбіку). Пивоварні в Лембеку, селі поблизу Галле, Бельгія, намагалися асоціювати ламбік з цією назвою.